# Василий Романович (князь новосильский)
Василий Романович (1-я половина XV века) — князь Новосильский, старший сын новосильского князя Романа Семёновича. В ряде источников назван князем Белёвским. Родоначальник рода князей Белёвских.

## Биография
Согласно Любецкому синодику в списке черниговского архиепископа Филарета Гумилевского, Василий был князем Новосильским. В родословной князей Одоевских Василий показан сыном князя Романа Семёновича, но без титула. Аналогично у Василия отсутствует титул в Румянцевском и Государевом родословцах. В результате П. Н. Петров в своей «Истории русской знати» назвал Василия князем Одоевским. При этом в Летописной и Патриаршей редакциях родословных книг, а также в редакции XVII века, Василий был назван князем Белёвским. Исследователи XIX века приняли это упоминание буквально, в результате чего в работах князя П. В. Долгорукова, князя А. Б. Лобанова-Ростовского и М. Д. Хмырова было повторено это известие. Однако в нём усомнился Г. А. Власьев, указав на то, что в Бархатной книге у Василия этот титул отсутствует.
Князем Белёвским считали Василия и А. В. Щеков, и Л. Войтович. Щеков предположил, что Василий получил Белёв ещё при жизни отца, но умер раньше него, из-за чего его потомства не претендовало на старшинство в роду. Но в этом сомневается историк Р. А. Беспалов. Он указал, что в родословной Одоевских Василий показан вместе с сыном Михаилом, что можно считать указанием на то, что Михаил претендовал на старшинство среди Новосильских князей. Кроме того, в синодике Белёвского Спасо-Преображенского монастыря Василий указан без титула, а в Любецком синодике — с титулом князя Новосильского. Вероятнее всего Белёв стал центром удела в 1-й трети XV века.
Вероятно Василий унаследовал Новосильское княжество после смерти отца. О его правлении ничего не известно. По мнению польского историка С. М. Кучиньского, после смерти Романа единое Новосильско-Одоевское княжество перестало существовать, распавшись на уделы. Однако против этой точки зрения выступают некоторые современные историки, указывая на то, что новосильские князья ещё в 1427 сохраняли родовое единство. После смерти Василия ему, вероятно, наследовал младший брат Лев Романович.

## Брак и дети
Имя жены Василия неизвестно. Дети:
- Михаил Васильевич, князь Белёвский (?)